# Ultimate Custom Night
Ultimate Custom Night (viết tắt là UCN hay còn được biết đến với cái tên Five Nights at Freddy's 7)là một trò chơi điện tử độc lập thuộc thể loại kinh dị sinh tồn và phiêu lưu point click được sáng tạo bởi Scott Cawthon, và là một bản spin-off thứ hai trong sê-ri Five Nights at Freddy's, nó cũng được fan coi là phần thứ 7 của loạt sê-ri.Đối với bản thứ nhất là FnaF World. Trò chơi phát hành miễn phí trên Steam cũng như trên Game Jolt vào ngày 27 tháng 6 năm 2018. Phần tiếp theo Five Nights at Freddy's: Help Wanted cũng được phát hành vào năm 2019.

## Danh sách nhân vật
- Five Nights at Freddy's: Freddy Fazbear, Chica, Bonnie, Foxy.
- Five Nights at Freddy's 2: Withered Bonnie, Withered Chica, Golden Freddy, Toy Bonnie, Toy Freddy, Toy Chica, Balloon Boy
- , Balloon Girl(JJ), Mangle, The Puppet.
- Five Nights at Freddy's 3: Springtrap, Phantom  Freddy, Phantom Mangle, Phantom  Balloon Boy.
- Five Nights at Freddy's 4 và Five Nights at Freddy's 4: Halloween Edition: Nightmare Freddy, Nightmare, Nightmare Fredbear, Nightmare Bonnie, Jack-O-Chica, Nightmarionne, Nightmare Mangle, Nightmare Balloon Boy.
- Five Nights at Freddy's: Sister Location: Circus Baby, Ballora, Funtime Foxy, Ennard.
- FnaF World: Old Man Consequences, Dee Dee.
- Freddy Fazbear's Pizzeria Simulator: Trash and the Gang, Helpy, Happy Frog, Mr. Hippo, Pigpatch, Nedd Bear, Orville Elephant, Rockstar Freddy, Rockstar Bonnie, Rockstar Foxy, Rockstar Chica, Music Man, El Chip, Funtime Chica, Molten Freddy, Scrap Baby, William Afton (Afton).
- Nhân vật cuối cùng là Phone Guy.
- Ngoài những nhân vật trên, trò chơi còn có thêm nhiều nhân vật bí ẩn, hiếm khi xuất hiện trong game: , XOR, Shadow Bonnie, Phantom Puppet, Spring Bonnie, Endo-01, Endo-02, Shadow Freddy, Shadow Cupcake, Golden Cupcake, Nightmare Foxy, Jack-O-Bonnie, Nightmare Endo, Electrobab, Yenndo, Funtime/Springlock suit, Little Joe, Gypsy, Pan Stan, Prize King, Lemonade and Fruit Punch Clown, Gumball Swivehands.[1]